# Bohicon
Bohicon ist eine Stadt und eine Kommune in Benin. Sie liegt im Département Zou. Die Stadt hatte bei der Volkszählung im Mai 2013 eine Bevölkerung von 93.744 Menschen und die deutlich größere Kommune Bohicon hatte zum selben Zeitpunkt 171.781 Einwohner. Sie liegt im Ballungsgebiet von Abomey, 9 Kilometer östlich der Stadt Abomey.

## Geschichte
Bohicon ist eine junge Stadt. Seine Entwicklung geht auf den Beginn des 20. Jahrhunderts zurück. Die Entwicklung der kommerziellen Aktivitäten rund um den Bahnhof und den zentralen Markt von Bohicon begünstigte die Entstehung der Stadt.
Erster Bezirk von Allahé, der zur ehemaligen Unterpräfektur von Abomey gehörte. 1973 wurde er zur Unterpräfektur von Bohicon ernannt, mit der Verwaltungsreform von 1974 dann zum Stadtbezirk Bohicon. Mit dem Beginn der Dezentralisierung in Benin im Jahr 2003 wurde sie zur Kommune Bohicon.

## Bevölkerungsentwicklung
- 1979 (Volkszählung): 22.731 Einwohner
- 1992 (Volkszählung): 43.453 Einwohner
- 2002 (Volkszählung): 65.974 Einwohner
- 2013 (Volkszählung): 93.744 Einwohner

## Verkehr
Bohicon liegt an Benins Hauptverkehrsstraße RNIE2, die sich mit der RNIE4 verbindet.
Bohicon hat einen Bahnhof an der Bahnstrecke Cotonou–Parakou, die allerdings – wie das gesamte Eisenbahnnetz des Landes – seit 2019 ohne Verkehr ist. Hier zweigte eine Stichstrecke nach Zagnanado ab.

## Persönlichkeiten
- Florence Ayivi Foliaon (* 1935), Bibliothekarin
- Michel Aïkpé (1942–1975), Politiker
- Mouri Ogounbiyi (* 1982), Fußballspieler